# Rossinyol bord verd-i-groc
El rossinyol bord verd-i-groc (Horornis flavolivaceus) és una espècie d'ocell de la família dels cètids (Cettiidae). Es troba a Bhutan, Xina, Índia; Indonèsia; Laos, Malàisia, Myanmar, Nepal, Filipines, Timor Oriental i Vietnam. Els seus hàbitats principals són els boscos tropicals i subtropicals de frondoses humits de l'estatge montà i les praderies i matollars temperats.. El seu estat de conservació es considera de risc mínim.